# Clasificación Integrada de las Fases de la Seguridad Alimentaria
La Clasificación Integrada de las Fases de la Seguridad Alimentaria (CIF) es una herramienta que clasifica la gravedad de situaciones de seguridad alimentaria mediante una escala de clasificación común.

## Cuadro descriptivo general de las fases de la CIF
| Fase                                 | Descripción general |
| ------------------------------------ | --- |
| Seguridad Alimentaria General        | Acceso a los alimentos generalmente adecuado y estable, con riesgo moderado a bajo de descender a la Fase 3, 4 o 5. |
| Seguridad Alimentaria Crónica        | Acceso a los alimentos mínimamente adecuado con alto riesgo recurrente (como resultado de probables eventos de peligro y vulnerabilidad elevada) de descender a la Fase 3, 4 o 5. |
| Crisis Alimentaria y de subsistencia | Falta crítica y acentuada de acceso a los alimentos, niveles de malnutrición elevados y sobre lo normal y agotamiento acelerado de los activos que conforman los medios de subsistencia. De prolongarse en el tiempo, esta situación hará descender a la población a la Fase 4 o 5 y/o podrá redundar en pobreza crónica. |
| Emergencia Humanitaria               | Grave falta de acceso a los alimentos con exceso de mortalidad, malnutrición muy elevada y en aumento y despojo irreversible de los activos que conforman los medios de subsistencia. |
| Hambruna/Catástrofe Humanitaria      | Conmoción social extrema con total falta de acceso a los alimentos y/u otras necesidades básicas en que la población es víctima de hambruna generalizada, muerte y desplazamiento. |

## Cuadro de referencia de la CIF
| Fase                                               | Resultados de referencia clave Resultados efectivos o inminentes en las vidas y los medios de subsistencia; basados en la convergencia de la información directa e indirecta y no en umbrales absolutos. No es necesario tener todos los indicadores para realizar la clasificación. |
| -------------------------------------------------- | --- |
| Seguridad Alimentaria General                      | Tasa bruta de mortalidad < 0,5 / 10.000 / día Malnutrición aguda <3 % (p/t puntuación z <-2) Retraso del crecimiento <20% (talla/ edad con puntuación z <-2) Acceso y/o disponibilidad de alimentos Normalmente adecuados (>2.100 kcal pp/d), estables Diversidad de la alimentación Calidad y cantidad constantes de la diversidad Acceso y/o disponibilidad de agua Normalmente adecuados (>15 litros pp/d), estables Peligros Probabilidad y vulnerabilidad moderadas a bajas Seguridad civil Paz preponderante y estructural Activos que conforman los medios de subsistencia Utilización por lo general sostenible (de 6 activos de capital) |
| Seguridad Alimentaria Límite                       | Tasa bruta de mortalidad <0,5/10.000/día; TMM5 <1/10.000/día Malnutrición aguda >3% pero <10% (peso/ talla puntuación z <-2), intervalo normal, estable Retraso del crecimiento >20% (talla/ edad con puntuación z <-2) Acceso y/o disponibilidad de alimentos Apenas adecuados (2.100 kcal pp/d ), inestables Diversidad de la alimentación Déficit crónico de diversidad en la alimentación Acceso y/o disponibilidad de agua Apenas adecuados (>15 litros pp/d ), inestables Peligros Recurrentes, con gran vulnerabilidad de los medios de subsistencia Seguridad civil Inestable; tensión perturbadora Adaptación ‘Estrategias en materia de seguros’ Activos que conforman los medios de subsistencia Utilización excesiva e insostenible (de 6 activos de capital) Aspectos estructurales Pronunciados obstáculos de fondo a la seguridad alimentaria |
| Crisis Aguda de Alimentos y Medios de Subsistencia | Tasa bruta de mortalidad 0,5-1/10.000/día; TMM5 <1-2/10.000/día Malnutrición aguda 10-15 % (peso/ talla con puntuación z <-2), > de lo normal, en aumento Enfermedad Epidémica, en aumento Acceso y/o disponibilidad de alimentos Falta de acceso; 2.100 kcal pp/d mediante despojo de activos Diversidad de la alimentación Déficit agudo de diversidad en la alimentación Acceso y/o disponibilidad de agua 7,5-15 litros ppp día, acceso mediante despojo de activos Indigencia/desplazamiento Surgen, se difunden Seguridad civil Conflicto de poca intensidad y difusión limitada Adaptación “Estrategias de crisis”’; CSI> que el límite de referencia, en aumento Activos que conforman los medios de subsistencia Agotamiento acelerado y crítico o pérdida de acceso a los mismos                                                                   |
| Emergencia Humanitaria                             | Tasa bruta de mortalidad 1-2 / 10.000 / día, >2x tasa de referencia, en aumento; TMM5 >2/10.000/día Malnutrición aguda >15 % (peso/ talla con puntuación z <-2), > de lo normal, en aumento Enfermedad Pandémica Acceso y/o disponibilidad de alimentos Grave falta de acceso; incapacidad de obtener 2.100 kcal pp/d Diversidad de la alimentación Consumo regular de 3 o menos de los principales grupos de alimentos Acceso y/o disponibilidad de agua < 7,5 litros pp/d (solo para consumo humano) Indigencia/desplazamiento Concentrado, en aumento Seguridad civil Conflicto de gran intensidad, muy difundido Adaptación “Estrategias de crisis”’; CSI significativamente > que el límite de referencia Activos que conforman los medios de subsistencia Agotamiento casi total e irreversible o pérdida de acceso                                    |
| Hambruna/Catástrofe Humanitaria                    | Tasa bruta de mortalidad > 2 / 10.000 / día, (p. ej. 6.000/ 1.000.000/ 30 días) Malnutrición aguda > 30 % (peso/ talla con puntuación z <-2) Enfermedad Pandémica Acceso y/o disponibilidad de alimentos Falta de acceso extrema, muy por debajo de 2.100 kcal/día/persona Acceso y/o disponibilidad de agua < 4 litros pp/d (solo para consumo humano) Indigencia/desplazamiento A gran escala, concentrado Seguridad civil Conflicto de gran intensidad, muy difundido Activos que conforman los medios de subsistencia Pérdida total efectiva, desintegración |

## Marco de respuesta estratégica
| Fase                                               | Marco de respuesta estratégica (mitigar los resultados inmediatos, dar apoyo a los medios de subsistencia y atender las causas de fondo y estructurales) |
| -------------------------------------------------- | --- |
| Seguridad Alimentaria General                      | - Ayuda estratégica a grupos especíﬁcos con inseguridad alimentaria - Inversión en sistemas de alimentarios y económicos - Habilitar la creación de sistemas de medios de subsistencia basados en los principios de sostenibilidad, justicia y equidad - Prevenir el surgimiento de obstáculos estructurales para la seguridad alimentaria - Promoción (concienciación) |
| Seguridad Alimentaria Límite                       | - Formulación y ejecución de estrategias para incrementar la estabilidad, la resistencia y la capacidad de recuperación de los medios de subsistencia, a ﬁn de reducir el riesgo - Suministro de “redes de protección” a los grupos muy vulnerables - Intervenciones para la utilización óptima y sostenible de los activos de subsistencia - Creación de un plan para contingencias - Corregir los obstáculos estructurales para la seguridad alimentaria - Seguimiento atento de los indicadores pertinentes de resultados y procesos - Utilizar la “crisis como oportunidad” para corregir las causas estructurales de fondo - Promoción (concienciación)                                                                                                 |
| Crisis Aguda de Alimentos y Medios de Subsistencia | - Apoyo a los medios de subsistencia y protección de los grupos vulnerables - Intervenciones estratégicas y complementarias para incrementar de inmediato la disponibilidad y el acceso a alimentos Y apoyo a los medios de subsistencia - Suministro selectivo de apoyo complementario al sector (por ej., agua, vivienda, sanidad, salud, etc.) - Intervenciones estratégicas en la comunidad y nacionales para crear, estabilizar, restablecer o proteger los activos de subsistencia prioritarios - Creación o ejecución de un plan para contingencias - Seguimiento atento de los indicadores pertinentes de resultados y procesos - Utilizar la “crisis como oportunidad” para corregir las causas estructurales de fondo - Promoción (concienciación) |
| Emergencia Humanitaria                             | - Protección urgente de grupos vulnerables - Incrementar urgentemente el acceso a los alimentos mediante intervenciones complementarias - Suministro selectivo de apoyo sectorial complementario (por ej. agua, vivienda, sanidad, salud, etc.) - Protección contra la pérdida total de activos para la subsistencia o promoción para dar acceso - Seguimiento atento de indicadores pertinentes de efectos y procesos - Utilizar la “crisis como oportunidad” para corregir las causas estructurales - Promoción (concienciación) |
| Hambruna/Catástrofe Humanitaria                    | - Protección críticamente urgente de vidas humanas y grupos vulnerables - Asistencia amplia y necesidades básicas (por ej. alimentos, agua, vivienda, sanidad, salud, etc.) - Revisión inmediata de políticas y leyes donde sea necesario - Negociación con diversos intereses político-económicos - Utilizar la “crisis como oportunidad” para corregir las causas estructurales - Promoción (concienciación) |